# Вудал, Уолтер Фрэнк
Уолтер Фрэнк Вудал (англ. Walter Frank Woodul; 25 сентября 1892, Ларедо, Техас — 1 октября 1984, Остин, Техас) — американский политик, 30-й вице-губернатор Техаса (1935—1939).

## Биография
Уолтер Фрэнк Вудал родился 25 сентября 1892 года в городе Ларедо (штат Техас), в семье Вашингтона Вудала (Washington H. Woodul) и Сьюзан Вудал, урождённой Кармайкл (Susan R. (Carmichael) Woodul). Он учился в школах городов Корпус-Кристи и Алис. В 1910—1911 годах он преподавал в сельской школе недалеко от города Ролстон (штат Оклахома), а затем переехал в Уичито (штат Канзас) и изучал там стенографию.
После этого Вудал вернулся в Техас и работал стенографом в Ларедо и Остине. В Остине он также обучался в Техасском университете, но не окончив его, уехал в Ларедо и вступил в ряды Национальной гвардии для защиты территории США от рейдов мексиканских налётчиков.
В 1916 году Вудал был избран в Палату представителей Техаса. Находясь в Остине, он завершил своё обучение в Техасском университете и получил право заниматься юридической практикой. В Палате представителей Вудал проработал не полный двухлетний срок, а только с января по август 1917 года, после чего в связи с участием США в Первой мировой войне он был назначен на руководящую военную должность штата Техас (англ. Assistant Adjutant General of Texas). Он не участвовал в боевых действиях и вышел в отставку в 1919 году в чине капитана.
В 1928 году Вудал решил опять заняться политической деятельностью — он был избран в Сенат Техаса, где он проработал сенатором три двухлетних срока, с 1929 по 1935 год.
В 1934 году Вудал участвовал в выборах в качестве кандидата на пост вице-губернатора Техаса и одержал победу, а губернатором Техаса стал Джеймс Оллред. Вудал проработал вице-губернатором с января 1935 года по январь 1939 года.
После этого Вудал продолжил свою юридическую практику в Хьюстоне, а также участвовал в руководящих советах различных компаний. В частности, с 1939 по 1969 год он был членом совета директоров Imperial Sugar Company. В 1958 году он оставил свою юридическую практику и переехал в Остин.
Уолтер Фрэнк Вудал скончался 1 октября 1984 года в Остине и был похоронен на Кладбище штата Техас.